# (979) Ильсева
(979) Ильсева (лат. Ilsewa) — астероид главного пояса. Был открыт 29 июня 1922 года немецким астрономом Карлом Райнмутом в Гейдельбергской обсерватории, Гейдельберг, Германия. Астероид назван в честь Ильзы Вальдорф, знакомой Райнмута.

## Орбитальные характеристики
Орбита имеет большую полуось 3,1585 а. е., эксцентриситет 0,1379 и наклон относительно эклиптики 10°.

## Физические характеристики
По классификации Толена Филиппа является астероидом редкого класса T, представители которого характеризуются низким альбедо и красноватым спектром.
На основании кривых блеска, полученных в 2012 году в обсерватории Сантана в городе Ранчо-Кукамонга, Калифорния, определён период вращения астероида, равный 42,61 ч., и изменение блеска, равное 0,3 звёздной величины.
Согласно данным наблюдения инфракрасных спутников IRAS, Akari и WISE астероид имеет диаметр между 35,7 до 38,8 км, а его поверхность имеет альбедо от 0,14 до 0,17.